# Podróż do wnętrza Ziemi 3D
Podróż do wnętrza Ziemi – amerykański film przygodowy z 2008, będący adaptacją powieści Juliusza Verne’a o tym samym tytule.

## Obsada
- Brendan Fraser – Professor Trevor "Trev" Anderson
- Josh Hutcherson – Sean Anderson
- Anita Briem – Hannah Ásgeirsdóttir
- Seth Meyers – Profesor Alan Kitzens
- Jean-Michel Paré - Maxwell "Max" Anderson
- Jane Wheeler - Elizabeth "Liz" Anderson
- Giancarlo Caltabiano – Leonard
- Garth Gilker - Sigurbjörn Ásgeirsson

## Odbiór

### Box office
Budżet filmu jest szacowany na 60 milionów dolarów. W Stanach Zjednoczonych i Kanadzie film zarobił ponad 101 mln USD. W innych krajach zyski wyniosły ponad 140, a łączny zysk ponad 242 milionów dolarów.

### Krytyka w mediach
Film spotkał się z mieszaną reakcją krytyków. W serwisie Rotten Tomatoes 61% z 158 recenzji jest pozytywne, a średnia ocen wyniosła 6/10. Na portalu Metacritic średnia ocen z 35 recenzji wyniosła 57 punktów na 100.